# Хронологія поширення COVID-19 (грудень 2020)
Стаття описує поширення коронавірусу тяжкого гострого респіраторного синдрому-2, що спричинив спалах коронавірусної хвороби 2019, у грудніі 2020 року. Уперше хвороба була зареєстрована в місті Ухань у КНР у грудні 2019 року.

## Хронологія пандемії

### 1 грудня
Щотижневий звіт Всесвітньої організації охорони здоров'я:
- Канада повідомила про 5330 нових випадків хвороби, загальна кількість випадків зросла до 383468.[2]
- У Малайзії повідомили про 1472 нові випадки хвороби, загальна кількість випадків зросла до 67169. Зареєстровано 1552 нових одужання, загальна кількість одужань зросла до 56311. Повідомлено про 3 нових смерті, внаслідок чого кількість померлих зросла до 363. Зареєстровано 10495 активних випадків хвороби, 120 перебувалиь у відділенні інтенсивної терапії та 44 на апараті штучної вентиляції легень.[3]
- Нова Зеландія повідомила про 3 нових випадки хвороби, загальна кількість випадків зросла до 2049 (1703 підтверджених і 356 ймовірних). Одужали 3 хворих, загальна кількість одужань зросла до 1962. Кількість померлихх залишилася на рівні 25. Було 72 активних випадки хвороби (67 у керованій ізоляції та 5 у громадських місцях).[4]
- У Сінгапурі повідомлено про 10 нових випадків хвороби, у тому числі один з місцевою передачею, і один, який проживав у гуртожитку, загальна кількість випадків зросла до 58228.[5] Одужали 5 хворих, внаслідок чого загальна кількість одужань досягла 58139. Кількість померлих залишилася на рівні 28.[6]
- Україна повідомила про 12498 нових випадків хвороби та 221 нову смерть за добу, загальна кількість зросла до 745123 та 12548 відповідно; загалом одужали 355172 хворих.[7]
- Губернатор столиці Індонезії Джакарти Аніес Басведан дав позитивний тест на COVID-19.
- Пілот Формули-1 Льюїс Гамільтон отримав позитивний тест на COVID-19.[8]

### 2 грудня
- Канада повідомила про 6306 нових випадків хвороби, внаслідок чого загальна кількість випадків досягла 389774.[2]
- Малайзія повідомила про 851 новий випадок хвороби, загальна кількість випадків зросла до 68020. Зареєстровано 658 одужань, що довело загальну кількість одужань до 56969. Зареєстровано 2 смерті, що збільшило кількість померлих до 365. Зареєстровано 10686 активних випадків хвороби, з них 122 у реанімації та 47 на апараті штучної вентиляції легень.[9]
- Нова Зеландія повідомила про один новий випадок хвороби, загальна кількість випадків до зросла 2060 (1704 активних випадків і 356 ймовірних). Один хворий одужав, загальна кількість одужань досягла 1963. Кількість померлих залишилася на рівні 25. Було 72 активних випадки хвороби (68 у керованій ізоляції, 3 з місцевої передачею та один у стадії розслідування).[10]
- Кількість випадків COVID-19 у Польщі перевищила 1 мільйон.[11]
- У Сінгапурі повідомили про 2 нових випадки хвороби (обидва завезені), загальна кількість випадків зросла до 58230.[12] Ще 5 хворих одужали, внаслідок чого загальна кількість одужань склала 58144. Кількість померлих залишилася на рівні 29.[13]
- Україна повідомила про 13141 новий випадок за добу та 169 нових смертей за добу, загальна кількість зросла до 758264 та 12717 відповідно; загалом одужало 369054 хворих.[14]

### 3 грудня
- Канада повідомила про 6494 нові випадки хвороби, загальна кількість випадків зросла до 396268.[2]
- Фіджі повідомили про 2 нових випадки в керованій ізоляції, загальна кількість випадків зросла до 9.[15][16]
- В Ірані кількість випадків хвороби перевищила 1 мільйон.[17]
- Італія повідомила про 993 нових випадки смерті за добу, що є найбільшою кількістю смертей від COVID-19, внаслідок чого загальна кількість смертей досягла 58038.
- Малайзія повідомила про 1075 нових випадків хвороби, загальна кількість випадків зросла до 69075. Зареєстровано 948 нових одужань, загальна кількість одужань зросла до 57917. Зареєстровано 11 нових смертей, кількість померлих зросла до 376. Було 10802 активних випадків хвороби, 116 у реанімації та 46 на апараті штучної вентиляції легень.[18]
- Нова Зеландія повідомила про 9 нових випадків у керованій ізоляції, загальна кількість випадків зросла до 2069 (1713 підтверджених і 356 ймовірних). Одужали 11 хворих, загальна кількість одужань досягла 1974. Кількість померлих залишилася на рівні 25. Було 70 активних випадків хвороби (67 у керованій ізоляції та 3 місцевої передачі вірусу).[19]
- Сінгапур повідомив про 9 нових випадків хвороби (один проживав у гуртожитку та 8 завезених), загальна кількість випадків зросла до 58239.[20] Один хворий одужав, загальна кількість одужань зросла до 58145. Кількість померлих залишилася на рівні 29.[21]
- Україна повідомила про 14496 нових випадків хвороби за день і 243 нових випадки смерті за день, внаслідок чого загальна кількість досягла 772760 і 12960 відповідно; загалом одужали 384426 хворих.[22]
- У Сполучених Штатах Америки перевищено поріг у 14 мільйонів випадків.[23]

### 4 грудня
- Канада повідомила про 6301 новий випадок хвороби, перевищивши 400 тисяч випадків, загальна кількість випадків зросла до 402569.[24][2]
- Малайзія повідомила про 1141 новий випадок хвороби, загальна кількість випадків зросла до 70236. Зареєстровано 1144 нових одужання, внаслідок чого загальна кількість одужань досягла 59062. Кількість померлих залишилася на рівні 376. Було 10799 активних випадків хвороби, з них 129 у відділенні інтенсивної терапії та 53 на апараті штучної вентиляції легень.[25]
- У Новій Зеландії не повідомили про нові випадки хвороби, кількість випадків залишилася на рівні 2069 (1713 підтверджених і 356 ймовірних). Одужали 9 хворих, загальна кількість одужань досягла 1983. Кількість померлих залишилася на рівні 25. Зареєстровано 61 активний випадок хвороби (57 у керованій ізоляції та 4 випадки місцевої передачі вірусу).[26]
- Сінгапур повідомив про 3 нових випадки хвороби (всі завезені), загальна кількість випадків зросла до 58242.[27] Одужали 7 хворих, внаслідок чого загальна кількість одужань склала 58152. Кількість померлих залишилася на рівні 29.[28]
- Україна повідомила про 15131 новий випадок хвороби за добу та 235 нових смертей за добу, загальна кількість зросла до 787891 та 13195 відповідно; загалом одужали 397809 хворих.[29]

### 5 грудня
- Канада повідомила про 6993 нових випадки хвороби, загальна кількість випадків зросла до 409562.[2]
- У Малайзії повідомили про 1123 нові випадки хвороби, що довело загальну кількість до 71350. Зареєстровано 1143 одужання, загальна кількість одужань зросла до 60204. Повідомлено про 4 нові смерті, кількість померлих зросла до 380. Було 10775 активних випадків хвороби, із них 130 у відділенні інтенсивної терапії та 54 на апараті штучної вентиляції легень.[30]
- Нова Зеландія повідомила про 9 нових випадків хвороби, загальна кількість випадків зросла до 2078 (1722 підтверджених і 356 ймовірних). Одужали 11 хворих, загальна кількість одужань досягла 1994. Кількість померлих залишилася на рівні 25. Було 59 активних випадків хвороби (56 у керованій ізоляції та 3 з місцевою передачею вірусу).[31]
- Сінгапур повідомив про 13 нових випадків хвороби (один з місцевою передачею вірусу та 12 завезених), загальна кількість випадків зросла до 58255.[32] 6 хворих одужали, загальна кількість одужань зросла до 58158. Кількість померлих залишилася на рівні 29.[33]
- Україна повідомила про 13825 нових випадків хвороби за добу та 226 нових смертей за добу, загальна кількість зросла до 801716 та 13421 відповідно; загалом одужали 412533 хворі.[34]

### 6 грудня
- Канада повідомила про 6992 нові випадки хвороби, загальна кількість випадків зросла до 416554.[2]
- У Малайзії повідомили про 1135 нових випадків хвороби, загальна кількість випадків зросла до 72694. 1069 хворих одужали, внаслідок чого загальна кількість одужань досягла 61273. 2 хворих померли, внаслідок чого кількість смертей зросла до 382. Було 11039 активних випадків хвороби, із них 125 у відділенні інтенсивної терапії та 57 на апараті штучної вентиляції легень.[35]
- Нова Зеландія не повідомила про нові випадки хвороби, загальна кількість випадків залишилася на рівні 2078 (1722 підтверджених і 356 ймовірних). 3 хворих одужали, загальна кількість одужань досягла 1997. Кількість померлих залишилася на рівні 25. Налічувалось 56 активних випадків (55 у керованій ізоляції та один з місцевою передачею вірусу).[36]
- Сінгапур повідомив про 5 нових випадків хвороби (усі завезені), загальна кількість випадків зросла до 58260.[37] Одужали 2 хворих, внаслідок чого загальна кількість одужань склала 58160. Кількість померлих залишилася на рівні 29.[38]
- Україна повідомила про 11590 нових випадків хвороби за добу та 167 нових смертей за добу, загальна кількість зросла до 813306 та 13588 відповідно; загалом одужав 418581 хворий.[39]

### 7 грудня
- Канада повідомила про 6505 нових випадків хвороби, загальна кількість випадків зросла до 423059.[2]
- Малайзія повідомила про 1600 нових випадків хвороби, загальна кількість випадків зросла до 74294. Зареєстровано 1033 нових одужання, загальна кількість одужань зросла до 62306. Повідомлено про 2 нові смерті, внаслідок чого кількість померлих зросла до 382. Налічувалось 11604 активних випадків хвороби, 129 знаходилися в реанімації та 57 на апараті штучної вентиляції легень.[40]
- Нова Зеландія повідомила про один новий випадок хвороби, загальна кількість випадків зросла до 2079 (1723 підтверджених і 356 ймовірних). Один хворий одужав, загальна кількість одужань досягла 1998. Кількість померлих залишилася на рівні 25. Було 56 активних випадків хвороби (53 в керованій ізоляції та 2 з місцевою передачею вірусу).[41]
- Сінгапур повідомив про 13 нових випадків хвороби (усі завезені), загальна кількість випадків зросла до 58273. 8 хворих одужали, загальна кількість одужань досягла 58168. Кількість померлих залишилася на рівні 29.[42]
- Україна повідомила про 8641 новий випадок хвороби за добу та 145 нових смертей за добу, загальна кількість зросла до 821947 та 13733 відповідно; загалом одужали 423704 хворих.[43]
- Сполучені Штати Америки перевищили поріг у 15 мільйонів випадків хвороби.[44]
- Зірка K-pop Чхонха отримала позитивний результат тестування на COVID-19.[45]

### 8 грудня
Щотижневий звіт Всесвітньої організації охорони здоров'я:
- Канада повідомила про 5975 нових випадків хвороби, загальна кількість випадків зросла до 429034.[2]
- Фіджі підтвердили 2 одужання.[47]
- Малайзія повідомила про 1012 нових випадків хвороби, внаслідок чого загальна кількість випадків досягла 75306. 1750 хворих одужали, внаслідок чого загальна кількість одужань досягла 64056. Повідомлено про 4 смерті, кількість померлих зросла до 388. Налічувалось 10 862 активних випадки, з них 126 у відділенні інтенсивної терапії та 62 на апараті штучної вентиляції легень.[48]
- Нова Зеландія повідомила про 6 нових випадків хвороби, загальна кількість випадків зросла до 2085 (1729 підтверджених і 356 ймовірних). Зареєстровано 8 нових одужань, загальна кількість одужань зросла до 2006. Кількість померлих залишилася на рівні 25. Налічувалося 54 активних випадки хвороби.[49]
- Сінгапур повідомив про 12 нових випадків хвороби (всі завезені), загальна кількість випадків зросла до 58285. Ще 8 хворих одужали, внаслідок чого загальна кількість одужань склала 58176. Кількість померлих залишилася на рівні 29.[50]
- Україна повідомила про 10811 нових випадків хвороби за добу та 195 нових смертей за добу, загальна кількість зросла до 832758 та 13928 відповідно; загалом одужалои 436564 хворих.[51]

### 9 грудня
- Канада повідомила про 6295 нових випадків хвороби, загальна кількість випадків хвороби зросла до 435329.[2]
- Малайзія повідомила про 959 нових випадків хвороби, загальна кількість випадків зросла до 76265. Зареєстровано 1068 одужань, загальна кількість одужань зросла до 65124. Зареєстровано 5 смертей, кількість померлих зросла до 393. Зареєстровано 10748 активних випадків хвороби, із них 127 у реанімації та 61 на апараті штучної вентиляції легень.[52]
- Нова Зеландія повідомила про 3 нових випадки хвороби, загальна кількість випадків зросла до 2088 (1732 підтверджених і 356 ймовірних). Повідомлено про 2 нові одужання, внаслідок чого загальна кількість одужань досягла 2008. Кількість померлих залишилася на рівні 5. Налічувалось 55 активних випадків хвороби.[53]
- Сінгапур повідомив про 6 нових випадків хвороби (усі імпортовані), включаючи підозрюваний випадок під час круїзу «Royal Caribbean», загальна кількість випадків зросла до 58291.[54] Одужали 6 хворих, внаслідок чого загальна кількість одужань досягла 58182. Кількість померлих залишилася на рівні 29.[55]
- Україна повідомила про 12585 нових випадків хвороби за добу та зареєстровано 276 нових смертей за добу, загальна кількість зросла до 845343 та 14204 відповідно; загалом одужали 451118 хворих.[56]

### 10 грудня
- Канада повідомила про 6744 нові випадки хвороби. Це найвища кількість випадків за день з 6 грудня 2020 року, внаслідок чого загальна кількість випадків досягла 442073.[2]
- Малайзія повідомила про 2234 нові випадки хвороби, загальна кількість випадків зросла до 78499. Зареєстровано 1112 нових одужань, загальна кількість одужань зросла до 66236. Зареєстровано 3 нові смерті, кількість померлих зросла до 396. Зареєстровано 11867 активних випадків хвороби, із них 124 у відділенні інтенсивної терапії та 60 на апараті штучної вентиляції легень.[57]
- Сінгапур повідомив про 6 нових випадків (усі завезені), загальна кількість випадків зросла до 58297.[58] Крім того, було виявлено підозрюваний випадок на борту круїзного судна компанії «Royal Caribbean» без інфікування COVID-19. Ще 6 хворих одужали, внаслідок чого загальна кількість одужань склала 58188. Кількість померлих залишилася на рівні 29.[59]
- Україна повідомила про 13371 новий випадок хвороби за добу та 266 нових смертей за добу, загальна кількість зросла до 858714 та 14470 відповідно; загалом одужав 465021 хворий.[60]
- Туреччина повідомила про 1190050 нових випадків хвороби за день, що є найбільшою кількістю випадків зараження COVID-19 за один день з моменту першого офіційного підтвердження хвороби в березні 2020 року, при цьому кількість випадків COVID-19 перевищила 1,5 мільйона випадків (загальна кількість випадків зросла до 1748567).[61]

### 11 грудня
- Канада повідомила про 6766 нових випадків хвороби, загальна кількість випадків зросла до 448839.[2]
- Фіджі врахували 2 неофіційні випадки хвороби на кордоні з 6 грудня до свого офіційного підрахунку випадків.[62] Ці 2 моряки прибули до країни 2 грудня.[63]
- Малайзія повідомила про 1810 нових випадків хвороби, загальна кількість випадків зросла до 80309. 937 хворих одужали, загальна кількість одужань зросла до 67713. Зареєстровано 6 смертей, кількість померлих зросла до 402. Налічувалось 12734 активних випадків хвороби, із них 123 у відділенні інтенсивної терапії та 63 на апараті штучної вентиляції легень.[64]
- Нова Зеландія повідомила про 6 нових випадків хвороби, загальна кількість випадків зросла до 2092 (1736 підтверджених і 356 ймовірних). Зареєстровано 2 нових одужання, загальна кількість одужань зросла до 2010. Кількість померлих залишилася на рівні 25. Налічувалось 57 активних випадків хвороби.[65]
- Сінгапур повідомив про 8 нових випадків хвороби (один проживав у гуртожитку та 7 завезених), загальна кількість випадків зросла до 58305.[66] Одужали 4 хворих, внаслідок чого загальна кількість одужань досягла 58192. Кількість померллих залишилася на рівні 29.[67]
- Україна повідомила про 13514 нових випадків хвороби за добу та рекордні 285 нових смертей за добу, загальна кількість зросла до 872228 і 14755 відповідно; загалом одужали 480348 хворих.[68]
- Станом на цей день у всьому світі було зареєстровано понад 70 мільйонів випадків коронавірусної хвороби, понад 49 мільйонів одужали, та понад 1,5 мільйона хворих померли.[69]

### 12 грудня
- Канада повідомила про 6711 нових випадків хвороби, загальна кількість випадків зросла до 455550.[2]
- Малайзія повідомила про 1937 нових випадків хвороби, загальна кількість випадків зросла до 82246. 911 хворих одужали, внаслідок чого загальна кількість одужань досягла 68084. Було повідомлено про 9 смертей, кількість померлих зросла до 411. Налічувався 13751 активний випадок хвороби, із них 121 у відділенні інтенсивної терапії та 66 на апараті штучної вентиляції легень.[70]
- Нова Зеландія повідомила про один новий безсимптомний випадок хвороби в керованій ізоляції: член екіпажу судна «Air New Zealand», який повернувся зі Сполучених Штатів 9 грудня.[71]
- Сінгапур повідомив про 8 нових випадків хвороби (усі завезені), загальна кількість випадків зросла до 58313.[72] Одужали 5 хворих, внаслідок чого загальна кількість одужань склала 58197. Кількість померлих залишилася на рівні 29.[73]
- Україна повідомила про 12811 нових випадків хвороби за добу та 243 нові смерті за добу, загальна кількість випадків зросла до 885039 і 14998 відповідно; загалом одужав 494001 хворий.[74]
- У Сполучених Штатах Америки кількість випадків COVID-19 перевищила 16 мільйонів.[75]

### 13 грудня
- Канада повідомила про 6578 нових випадків хвороби, загальна кількість випадків зросла до 462128.[2]
- У Малайзії повідомили про 1229 нових випадків хвороби, загальна кількість випадків зросла до 83457. 1309 хворих одужали, внаслідок чого загальна кількість одужань зросла до 69393. Було повідомлено про 4 смерті, внаслідок чого кількість померлих зросла до 415. Налічувалось 13667 активних випадків хвороби, з них 115 у відділенні інтенсивної терапії та 65 на апараті штучної вентиляції легень.[76]
- Нова Зеландія повідомила про 4 нові випадки хвороби, загальна кількість випадків зросла до 2096 (1740 підтверджених і 356 ймовірних). Зареєстровано 5 нових одужань, загальна кількість одужань зросла до 2015. Кількість померлих залишилася на рівні 25. Налічувалось 56 активних випадків хвороби.[77]
- Сінгапур повідомив про 7 нових випадків хвороби (усі завезені), загальна кількість випадків зросла до 58320. Одужали 11 хворих, загальна кількість одужань зросла до 58208. Кількість померлих залишилася на рівні 29.[78]
- Україна повідомила про 9176 нові випадки хвороби за добу та 156 нових смертей за добу, загальна кількість зросла до 894215 та 15154 відповідно; загалом одужали 501564 хворі.[79]
- Виявлено перший випадок інфікування SARS-CoV-2 у місцевих диких тварин, які не утримуються в неволі, та живуть на вільному вигулі.[80][81]>

### 14 грудня
- Канада повідомила про 6733 нові випадки хвороби, загальна кількість випадків зросла до 468861.[2]
- Малайзія повідомила про 1371 новий випадок хвороби, загальна кількість випадків зросла до 84846. Зареєстровано 1204 одужання, загальна кількість одужань зросла до 70597. Померли 4 хворі, внаслідок чого кількість померлих зросла до 419. Зареєстровано 13830 активних випадків хвороби, 114 перебували у відділенні інтенсивної терапії та 62 на апараті штучної вентиляції легень.[82]
- Нова Зеландія не повідомила про нові випадки хвороби, загальна кількість випадків залишилася на рівні 2096 (1740 підтверджених і 356 ймовірних). Загальна кількість одужань залишилася на рівні 2015, а кількість померлих — 25. Налічувалось 56 активних випадків хвороби.[83]
- Сінгапур повідомив про 5 нових випадків хвороби (усі завезені), загальна кількість випадків зросла до 58325. Одужали 2 хворих, внаслідок чого загальна кількість одужань досягла 58 210. Кількість померлих залишилася на рівні 29.[84]
- Україна повідомила про 6451 новий випадок хвороби та 93 нові смерті за день, загальна кількість зросла до 900666 та 15247 відповідно; загалом одужали 506718 хворих.[85]
- Велика Британія повідомила, що новий варіант SARS-CoV-2 був визначений як причина швидкого зростання випадків COVID-19, причому новий варіант виявлено щонайменше в 60 місцевостях.[86]

### 15 грудня
Щотижневий звіт Всесвітньої організації охорони здоров'я:
- Канада повідомила про 6345 нових випадків хвороби, внаслідок чого загальна кількість випадків досягла 475206.[2]
- У Малайзії повідомили про 1772 нові випадки хвороби, загальна кількість випадків до 86618. Зареєстровано 1084 нові одужання, загальна кількість випадків зросла до 71161. Повідомлено про 3 нові смерті, кількість померлих зросла до 422. Налічувалось 14515 активних випадків хвороби, 118 у реанімації та 56 на апараті штучної вентиляції легень.[88]
- Сінгапур повідомив про 16 нових випадків хвороби (один мешкав у гуртожитку та 15 завезених), загальна кількість випадків зросла до 58341. 23 хворі одужали, загальна кількість одужань зросла до 58233. Кількість померлих залишилася на рівні 29.[89]
- Україна повідомила про 8416 нових випадків хвороби за добу та 233 нові смерті за добу, загальна кількість зросла до 909082 і 15480 відповідно; загалом одужали 522868 хворих.[90]

### 16 грудня
- Канада повідомила про 6424 нові випадки хвороби, загальна кількість випадків зросла до 481630.[2]
- Малайзія повідомила про 1295 нових випадків хвороби, внаслідок чого загальна кількість випадків досягла 87913. Зареєстровано 1052 нові одужання, внаслідок чого загальна кількість одужань досягла 72733. Зареєстровано 7 нових смертей, кількість померлих зросла до 429. Налічувався 14751 активний випадок хвороби, із них 113 у відділенні інтенсивної терапії та 53 на апараті штучної вентиляції легень.[91]
- Нова Зеландія повідомила про 4 нові випадки хвороби в керованій ізоляції з понеділка, загальна кількість випадків зросла до 2100 (1744 активних випадків і 356 ймовірних). 17 хворих одужали, загальна кількість одужань зросла до 2032. Кількість померлих залишилася на рівні 25. Налічувалось 43 активні випадки хвороби (усі в керованій ізоляції).[92]
- Сінгапур повідомив про 12 нових випадків хвороби (усі завезені), загальна кількість випадків зросла до 58353.[93] Одужали 5 хворих, внаслідок чого загальна кількість одужань склала 58238. Кількість померлих залишилася на рівні 29.[94]
- Україна повідомила про 10622 нових випадки хвороби за добу та 264 нові смерті за добу, загальна кількість зросла до 919704 та 15744 відповідно; загалом одужали 535417 хворих.[95]
- Сполучені Штати Америки повідомили про 3656 смертей за один день, що було найвищим показником смертності від COVID-19 у світі на той день.[96]

### 17 грудня
- Бразилія перевищила поріг у 7 мільйонів випадків COVID-19.[97]
- Фіджі підтвердили 2 одужання.[98]
- Канада повідомила про 7008 нових випадків хвороби, загальна кількість випадків зросла до 488638.[2]
- Президент Франції Емманюель Макрон отримав позитивний тест на COVID-19.[99]
- У Малайзії повідомили про 1220 нових випадків хвороби, загальна кількість випадків зросла до 89133. Зареєстровано 1297 нових одужань, загальна кількість одужань зросла до 74030. Зареєстровано 3 смерті, кількість померлих зросла до 432. Налічувалось 14671 активний випадок хвороби, з них 106 у відділенні інтенсивної терапії та 53 на апараті штучної вентиляції легень.[100]
- Сінгапур повідомив про 24 нові випадки хвороби (всі завезені), загальна кількість випадків зросла до 58377. Одужали 14 хвороби, загальна кількість одужань склала 58252. Кількість померлих залишилася на рівні 29.[101]
- Україна повідомила про 12047 нових випадків хвороби за добу та 252 нові смерті за добу, загальна кількість зросла до 931751 та 15996 відповідно; загалом одужали 548356 хворих.[102]
- У Сполучених Штатах Америки кількість випадків COVID-19 перевищила 17 мільйонів.[103]

### 18 грудня
- Канада повідомила про 6708 нових випадків хвороби, загальна кількість випадків зросла до 495346.[2]
- Малайзія повідомила про 1683 нові випадки хвороби, загальна кількість випадків зросла до 90816. Зареєстровано 1214 одужань, загальна кількість одужань зросла до 75244. Кількість померлих залишилася на рівні 432. Налічувалось 15140 активних випадків хвороби, з них 106 у відділенні інтенсивної терапії та 51 на апараті штучної вентиляції легень.[104]
- Нова Зеландія повідомила про 8 нових випадків хвороби із середи, загальна кількість випадків зросла до 2110 (1754 активних випадків і 356 ймовірних). Одужали 2 хворих, загальна кількість одужань досягла 2034. Кількість померлих залишилася на рівні 25. Налічувався 51 активний випадок хвороби (усі в керованій ізоляції).[105]
- Сінгапур повідомив про 9 нових випадків хвороби (усі завезені), загальна кількість випадків зросла до 58386. 13 хворих одужали, внаслідок чого загальна кількість одужань склала 58265. Кількість померлих залишилася на рівні 29.[106]
- Представники охорони здоров'я Південної Африки оголосили про виявлення нового варіанту коронавірусу, відомого як варіант 501.V2.[107]
- Україна повідомила про 12630 нових випадків хвороби за добу та 260 нових смертей за добу, загальна кількість зросла до 944381 та 16256 відповідно; загалом одужали 561222 хворі.[108]

### 19 грудня
- Канада повідомила про 6896 нових випадків COVID-19, перевищивши показник у 500 тисяч, внаслідок чого загальна кількість випадків досягла 502242.[109][2]
- В Індії кількість випадків COVID-19 перевищила 10 мільйонів.[110]
- У Малайзії повідомили про 1153 нові випадки хвороби, загальна кількість випадків зросла до 91969. Зареєстровано 998 одужань, загальна кількість одужань зросла до 76242. Було повідомлено про одну смерть, кількість померлих зросла до 433. Налічувалось 15294 активних випадків хвороби, із них 112 у реанімації та 56 на апараті штучної вентиляції легень.[111]
- Сінгапур повідомив про 17 нових випадків хвороби (усі завезені), загальна кількість випадків зросла до 58403. Крім того, 13 випадків, які працювали у службі забезпечення шкільного харчування в «Mandarin Orchard», проходили обстеження. 9 хворих одужали, внаслідок чого загальна кількість одужань склала 58274. Кількість померлих залишилася на рівні 29.[112]
- Кількість випадків COVID-19 у Туреччині перевищила 2 мільйони.[113]
- Україна повідомила про 11742 нових випадки за добу та 213 нових смертей за добу, загальна кількість зросла до 956123 та 16469 відповідно; загалом одужали 574536 хворих.[114]
- У Великій Британії кількість випадків COVID-19 перевищила 2 мільйони.[115]

### 20 грудня
- У Бельгії повідомили про 4 випадки нового британського варіанту коронавірусу.[116]
- Канада повідомила про 6690 нових випадків хвороби, внаслідок чого загальна кількість випадків досягла 508932.[2]
- Данія повідомила про 9 випадків нового британського варіанту коронавірусу.[117]
- Італія повідомила про перший випадок хвороби з позитивним тестом на новий «британський варіант».[118]
- Малайзія повідомила про 1340 нових випадків хвороби, загальна кількість випадків зросла до 93309. Одужали 1067 хворих, загальна кількість одужань досягла 77309. Померли 4 хворих, внаслідок чого кількість смертей досягла 437. Налічувалось 15563 активних випадків хвороби, з них 116 у реанімації та 57 на апараті штучної вентиляції легень.[119]
- Нова Зеландія повідомила про 6 нових випадків хвороби, загальна кількість випадків зросла до 2116 (1760 активних випадків і 356 ймовірних). Одужали 2 хворих, загальна кількість одужань досягла 2034. Кількість померлих залишилася на рівні 25. Налічувалось 55 активних випадків хвороби (усі в керованій ізоляції).[120]
- Сінгапур повідомив про 19 нових випадків хвороби (усі завезені), загальна кількість випадків зросла до 58422.[121] 5 хворих одужали, внаслідок чого загальна кількість одужань зросла до 58279. Кількість померлих залишилася на рівні 29.[122]
- Україна повідомила про 8325 нових випадків хвороби за добу та 116 нових смертей за добу, внаслідок чого загальна кількість досягла 964448 і 16585 відповідно; загалом одужали 581162 хворі.[123]

### 21 грудня
- Канада повідомила про 6381 новий випадок хвороби, загальна кількість випадків зросла до 515313.[2]
- Гібралтар повідомив про виявлення нового британського варіанту коронавірусу.[124]
- Малайзія повідомила про 2018 нових випадків хвороби, загальна кількість випадків зросла до 95327. Зареєстровано 1084 нові одужання, загальна кількість одужань зросла до 78393. Було повідомлено про одну смерть, кількість померлих зросла до 438. Налічувалось 16496 активних випадків хвороби, із них 109 у відділенні інтенсивної терапії та 55 на апараті штучної вентиляції легень.[125]
- Нова Зеландія повідомила про 5 нових випадків хвороби, загальна кількість випадків зросла до 2121 (1765 підтверджених і 356 ймовірних). Один хворий одужав, загальна кількість одужань досягла 2035. Кількість померлих залишилася на рівні 25. Налічувалось 59 активних випадків хвороби (усі в керованій ізоляції).[126]
- У Сінгапурі повідомили про 10 нових випадків (один з місцевою передачею вірусу і 9 завезених), загальна кількість випадків зросла до 58432.[127] 8 хворих одужали, загальна кількість одужань зросла до 58287. Кількість померлих залишилася на рівні 29.[128]
- Україна повідомила про 6545 нових випадків хвороби за добу та 80 нових смертей за добу, загальна кількість зросла до 970993 та 16665 відповідно; загалом одужали 586268 хворих.[129]
- Про перші випадки COVID-19 в Антарктиді повідомило Чилі. 36 осіб, у тому числі 10 цивільних і 26 військових, захворіли на антарктичній станції «Генерал Бернардо О'Гіґґінс».[130]
- У Сполучених Штатах Америки кількість випадків COVID-19 перевищила 18 мільйонів.[131]
- Італійський диригент Фабіо Луїзі отримав позитивний тест на COVID-19.

### 22 грудня
Щотижневий звіт Всесвітньої організації охорони здоров'я:
- Канада повідомила про 6196 нових випадків хвороби, загальна кількість випадків зросла до 521509.[2]
- Фіджі підтвердили 2 одужання, що означало 100-% відновлення.[133]
- Малайзія повідомила про 2062 нові випадки хвороби, загальна кількість випадків зросла до 97389. Зареєстровано 911 нових одужань, загальна кількість одужань зросла до 79304. Повідомлено про одну нову смерть, внаслідок чого кількість померлих зросла до 439. Налічувалось 17646 активних випадків хвороби, 111 перебували у відділенні інтенсивної терапії та 51 — на апараті штучної вентиляції легень.[134]
- У Сінгапурі повідомили про 29 нових випадків хвороби (усі завезені), загальна кількість випадків зросла до 58461. 17 хворих одужали, внаслідок чого загальна кількість одужань зросла до 58304. Кількість померлих залишилася на рівні 29.[135]
- Тайвань повідомив про першу місцеву передачу вірусу — друг пілота з Нової Зеландії, який був інфікований на початку тижня.[136]
- Україна повідомила про 8513 нових випадків хвороби за добу та 232 нові смерті за добу, загальна кількість зросла до 979506 і 16897 відповідно; загалом одужали 600288 хворих.[137]
- Велика Британія повідомило про 691 нову смерть, що стало найвищим показником кількості смертей з початку травня.[138] Велика Британія також повідомила про 36804 підтверджених випадків COVID-19 за день, що стало найвищим показником, зареєстрованим з початку пандемії.[139]

### 23 грудня
- Канада повідомила про 6845 нових випадків хвороби, загальна кількість випадків зросла до 528354.[2]
- Ізраїль підтвердив 4 випадки нового «високоінфекційного» британського варіанту коронавірусу.[140]
- Малайзія повідомила про 1348 нових випадків хвороби, загальна кількість випадків зросла до 98737. Зареєстровано 710 одужань, загальна кількість одужань зросла до 80014. Повідомлено про 5 нових смертей, кількість померлих зросла до 444. Налічувалось 18279 активних випадків хвороби, із них 102 у відділенні інтенсивної терапії та 44 на апараті штучної вентиляції легень.[141]
- Нова Зеландія повідомила про 7 нових випадків хвороби, загальна кількість випадків зросла до 2128 (1772 підтверджених і 356 ймовірних). Одужали 17 хворих, загальна кількість одужань досягла 2052. Кількість померлих залишилася на рівні 25. Налічувалось 49 активних випадків хвороби (усі в керованій ізоляції).[142]
- У Сінгапурі повідомили про 21 новий випадок хвороби (усі завезені), загальна кількість випадків зросла до 58482.[143] Крім того, країна підтвердила свій перший випадок нового британського варіанту коронавірусу. Одужали 18 хворих, загальна кількість одужань зросла до 58322. Кількість померлих залишилася на рівні 29.[144]
- У Перу кількість випадків COVID-19 перевищила 1 мільйон.[145]
- Україна повідомила про 10136 нових випадків хвороби за добу та 275 нових смертей за добу, загальна кількість зросла до 989642 та 17172 відповідно; загалом одужали 615660 хворих.[146]
- Велика Британія повідомила про 39237 підтверджених випадків COVID-19, що стало найвищим показником кількості випадків за один день з початку пандемії.[147] Також було зареєстровано 744 нових смерті, що стало найвищим показником смертності від COVID-19 з 29 квітня.[148] Також було повідомлено, що новий варіант коронавірусу 501.V2, виявлений у Південній Африці, досяг Великої Британії.[149]

### 24 грудня
- Канада повідомила про 6858 нових випадків хвороби, загальна кількість випадків зросла до 535212.[2]
- Німеччина повідомила про перший випадок британського варіанту коронавірусу.[150]
- В Італії кількість випадків COVID-19 перевищила 2 мільйони.[151]
- У Росії зареєстровано найбільшу загальну кількість нових випадків хвороби за день — 29499, і найбільшу загальну смертність за день — 624.[152] Reuters повідомило про 29935 випадків і 635 смертей.[153]
- Малайзія повідомила про 1581 новий випадок хвороби, загальна кількість випадків зросла до 100318. Зареєстровано 1085 нових одужань, внаслідок чого загальна кількість одужань досягла 81099. Зареєстровано 2 нові смерті, кількість померлих зросла до 446. Налічувалось 18773 активні випадки хвороби, з них 102 у відділенні інтенсивної терапії та 45 на апаратах штучної вентиляції легень.[154]
- Острови Святої Єлени, Вознесіння і Тристан-да-Кунья повідомили про перший випадок хвороби на своїй території у керованій ізоляції.
- Сінгапур повідомив про 13 нових випадків хвороби (усі завезені), загальна кількість випадків зросла до 58495. 10 хворих одужали, загальна кількість одужань зросла до 58332. Кількість померлих залишилася на рівні 29.[155]
- Швейцарія підтвердила перший випадок нового британського варіанту коронавірусу.[156]
- Україна повідомила про 11490 нових випадків хвороби за добу, та перевищила загальну кількість випадків у 1 мільйон, кількість випадків зросла до 1001132. Крім того, за добу було зареєстровано 223 нових смерті, загальна кількість смертей зросла до 17395, загалом 631435 хворих одужали.[157]

### 25 грудня
- Канада повідомила про 3832 нові випадки хвороби, загальна кількість випадків зросла до 539084.[2]
- Японія повідомила про 3748 нових випадків хвороби, що стало рекордним показником за добу. Було підтверджено 5 випадків мутованого штаму COVID-19 у хворих, які приїхали до Японії із Великої Британії.[158]
- Малайзія повідомила про 1247 нових випадків, загальна кількість випадків зросла до 101565. Зареєстровано 1441 одужання, загальна кількість одужань зросла до 82540. Зареєстровано 3 смерті, кількість померлих зросла до 449. Налічувалось 18576 активних випадків хвороби, з них 108 у реанімації та 47 на апараті штучної вентиляції легень.[159]
- Ірландія повідомила про виявлення нового британського варіанту COVID-19.[160]
- Сінгапур повідомив про 14 нових випадків хвороби (усі завезені), загальна кількість випадків зросла до 58509.[161] 20 хворих одужали, внаслідок чого загальна кількість одужань досягла 58352. Кількість померлих залишилася на рівні 29.[162]
- Україна повідомила про 11035 нових випадків хвороби за добу та 186 нових смертей за добу, загальна кількість зросла до 1012167 та 17581 відповідно; загалом одужали 646772 хвороби.[163]

### 26 грудня
- Канада підтвердила 7983 нові випадки хвороби, загальна кількість випадків зросла до 547067. Виявлено 2 випадки нового штаму COVID-19, які стали першими двома випадками цього штаму в Північній Америці.[164][2]
- Франція підтвердила перший випадок нового штаму коронавірусу в людини, яка прибула з Лондона в Тур 19 грудня.[165]
- Малайзія повідомила про 2335 нових випадків хвороби, загальна кількість випадків зросла до 103900. Зареєстровано 874 нових одужання, внаслідок чого загальна кількість одужань досягла 83414. Зареєстровано 2 смерті, кількість померлих зросла до 451. Налічувалось 20035 активних випадків хвороби, із них 108 у відділенні інтенсивної терапії та 50 на апаратах штучної вентиляції легень.[166]
- У Сінгапурі повідомили про 10 нових випадків (усі завезені), загальна кількість випадків зросла до 58519.[167] 10 хворих одужали, загальна кількість одужань зросла до 58362. Кількість померлих залишилася на рівні 29.[168]
- Україна повідомила про 7709 нових випадків хвороби за добу та 121 нову смерть за добу, загальна кількість зросла до 1019876 та 17702 відповідно; загалом одужали 651917 хворих.[169]
- Загальна кількість випадків COVID-19 у світі перевищила 80 мільйонів, а кількість смертей від хвороби становила понад 1,75 мільйона.[170]

### 27 грудня
- Канада повідомила про 6336 нових випадків хвороби, загальна кількість випадків зросла до 553403.[171][2]
- Малайзія повідомила про 1196 нових випадків хвороби, загальна кількість випадків зросла до 105096. Одужали 997 хворих, загальна кількість одужань досягла 84411. Зареєстровано одна смерть, кількість померлих зросла до 452. Налічувалось 20233 активних випадків хвороби, із них 111 у відділенні інтенсивної терапії та 50 на апараті штучної вентиляції легень.[172]
- Нова Зеландія повідомила про 16 нових випадків хвороби, загальна кількість випадків зросла до 2144 (1788 підтверджених і 356 імовірних). 15 хворих одужали, загальна кількість одужань досягла 2069. Кількість померлих залишилася на рівні 25. Налічувалось 50 активних випадків хвороби.[173]
- Сінгапур повідомив про 5 нових випадків хвороби (усі завезені), загальна кількість випадків зросла до 58524. 8 хворих одужали, загальна кількість одужань досягла 58370. Кількість померлих залишилася на рівні 29.[174]
- Україна повідомила про 6113 нових випадків хвороби за добу та 72 нові смерті за добу, загальна кількість зросла до 1025989 і 17774 відповідно; загалом одужали 658538 хворих.[175]
- У Росії кількість випадків COVID-19 перевищила 3 мільйони.[176]
- У Сполучених Штатах Америки кількість випадків COVID-19 перевищила 19 мільйонів.[177]
- У ПАР кількість випадків COVID-19 перевищила 1 мільйон.[178]

### 28 грудня
- Канада підтвердила 5567 нових випадків хвороби, загальна кількість випадків зросла до 558970.[2]
- Фінляндія повідомила про перший випадок нового південноафриканського варіанту коронавірусу.[179]
- У Малайзії повідомили про 1594 нові випадки хвороби, загальна кількість випадків зросла до 106690. 1181 хворий одужав, внаслідок чого загальна кількість одужань досягла 85592. Повідомлено про 3 нові смерті, внаслідок чого кількість померлих сягнула 455. Налічувались 20643 активні випадки хвороби, із них 116 у відділенні інтенсивної терапії та 53 на апараті штучної вентиляції легень.[180]
- У Сінгапурі повідомили про 5 нових випадків хвороби (один з місцевою передачею та 4 завезені), внаслідок чого загальна кількість випадків досягла 58529.[181] 16 хворих одужали, внаслідок чого загальна кількість одужань зросла до 58386. Кількість померлих залишилася на рівні 29.[182]
- У ПАР кількість випадків COVID-19 перевищила 1 мільйон.[183]
- Швейцарія повідомила про перші 2 випадки зараження південноафриканським штамом коронавірусу.[184]
- Україна повідомила про 4385 нових випадків хвороби за добу та 75 нових смертей за добу, загальна кількість зросла до 1030374 та 17849 відповідно; загалом одужали 665729 хворих.[185]

### 29 грудня
Щотижневий звіт Всесвітньої організації охорони здоров'я:
- Австралія повідомила про виявлення першого випадку південноафриканського штаму коронавірусу в особи, яка повернулася до Квінсленда.[187]
- Канада повідомила про 6536 нових випадків хвороби, загальна кількість випадків зросла до 565506.[2]
- Фіджі підтвердили 3 випадки COVID-19 після поїздок за кордон.[188]
- Японія повідомила про перший випадок нового південноафриканського варіанту коронавірусу.[189]
- Малайзія повідомила про 1925 нових випадків хвороби, загальна кількість випадків зросла до 108615. Зареєстровано 1123 нові одужання, внаслідок чого загальна кількість одужань досягла 86715. Зареєстровано 2 нові смерті, кількість померлих зросла до 457. Налічувалось 21443 активні випадки хвороби, з них 117 у відділенні інтенсивної терапії та 55 на апараті штучної вентиляції легень.[190]
- Нова Зеландія повідомила про 7 нових випадків хвороби, загальна кількість випадків зросла до 2151 (1795 підтверджених і 356 імовірних). 8 хворих одужали, загальна кількість одужань досягла 2077. Кількість померлих залишилася на рівні 25. Налічувалось 49 активних випадків хвороби.[191]
- Сінгапур повідомив про 13 нових випадків хвороби (усі завезені), загальна кількість випадків зросла до 58542.[192] 14 хворих одужали, загальна кількість одужань зросла до 58400. Кількість померлих залишилася на рівні 29.
- Україна повідомила про 6988 нових випадків хвороби за добу та 232 нові смерті за добу, загальна кількість зросла до 1037362 і 18081 відповідно; загалом одужали 681835 хворих.[193]
- Велика Британія повідомила про 53135 нових підтверджених випадків COVID-19, що стало найвищим показником кількості випадків хвороби за добу в країні.[194]
- Сполучені Штати Америки повідомили про перший випадок британського варіанту штаму COVID-19 у чоловіка з Колорадо, який не виїздив з країни.[195]

### 30 грудня
- Канада повідомила про 7476 нових випадків хвороби, загальна кількість випадків зросла до 572982.[2]
- Малайзія повідомила про 1870 нових випадків хвороби, загальна кількість випадків зросла до 110485. 745 хворих одужали, внаслідок чого загальна кількість одужань досягла 87460. Було зареєстровано 6 нових смертей, кількість померлих зросла до 463. Налічувалось 22562 активні випадки хвороби, з них 131 у відділенні інтенсивної терапії та 62 на апараті штучної вентиляції легень.[196][197]
- Сінгапур повідомив про 27 нових випадків хвороби (один з місцевою передачею вірусу та 26 завезених), загальна кількість випадків зросла до 58569. Крім того, країна підтвердила ще 2 випадки нового британського варіанту коронавірусу.[198] 11 хворих одужали, внаслідок чого загальна кількість одужань зросла до 58411. Кількість померлих залишилася на рівні 29.[199]
- Україна повідомила про 7986 нових випадків хвороби за добу та 243 нові смерті за добу, загальна кількість зросла до 1045348 і 18324 відповідно; загалом одужали 698190 хворих.[200]
- Велика Британія повідомила про 981 нову смерть, що стало найбільшою кількістю смертей від COVID-19 за день з 24 квітня.[201]
- Сполучені Штати Америки повідомили про другий випадок нового британського варіанту в Південній Каліфорнії.[202]
- У Замбії повідомили про виявлення південноафриканського варіанту коронавірусу.[203]

### 31 грудня
- Канада повідомила про 8446 нових випадків хвороби, загальна кількість випадків зросла до 581428.[2]
- Малайзія повідомила про 2125 нових випадків хвороби, загальна кількість випадків зросла до 113010. 1481 хворий одужав, унаслідок чого загальна кількість одужань склала 88941. Зареєстровано 8 смертей, кількість померлих зросла до 471. Налічувались 23598 активних випадків хвороби, із них 131 у відділенні інтенсивної терапії та 60 на апараті штучної вентиляції легень.[204]
- Нова Зеландія повідомила про 11 нових випадків хвороби, загальна кількість випадків зросла до 2162 (1806 підтверджених і 356 імовірних). 5 хворих одужали, загальна кількість одужань досягла 2082. Кількість померлих залишилася на рівні 25. У керованій ізоляції перебували 55 активних випадків хвороби.[205]
- Сінгапур повідомив про 30 нових випадків хвороби (5 з місцевою передачею вірусу і 25 завезених), загальна кількість випадків зросла до 58599.[206] 38 хворих одужали, загальна кількість одужань зросла до 58449. Кількість померлих залишилася на рівні 29.[207]
- Україна повідомила про 9699 нових випадків хвороби за добу та 209 нових смертей за добу, загальна кількість зросла до 1055047 і 18533 відповідно; загалом одужали 709993 хворі.[208]
- Велика Британія повідомила про 55892 нові випадки COVID-19, що стало найвищим показником за добу.[209]

## Резюме
Країни та території, які підтвердили перші випадки захворювання протягом грудня 2020 року:
| Дата           | Країна або територія |
| -------------- | -------------------- |
| 21 грудня 2020 | Антарктида           |

Станом на 31 грудня лише такі країни та території не повідомляли про випадки зараження SARS-CoV-2:
Африка
- Острови Святої Єлени, Вознесіння і Тристан-да-Кунья

Азія
- Кокосові острови
- Острів Різдва
- Північна Корея
- Туркменістан

Європа
- Шпіцберген ( Норвегія)

Океанія
- Острови Кука
- Кірибаті
- Федеративні Штати Мікронезії
- Науру
- Ніуе
- Острів Норфолк
- Палау
- Піткерн
- Токелау
- Тонга
- Тувалу